# Jacqueline de la Roche
Jacqueline de la Roche fou l'última hereva de la família de la Roche que havia governat el ducat d'Atenes des de 1204 fins a 1308. Era la filla i hereva de Renaud de la Roche. Va ser la baronessa de Veligosti i Damala per dret propi fins al seu matrimoni amb Martino Zaccaria, senyor de Quios.
Quan Martino va ser capturat i portat a Constantinoble per Andrònic III Paleòleg el 1329, Jacqueline va ser posada en llibertat juntament amb els seus fills, «i tot el que podia portar». Va ser la mare de Bartolommeo, marquès de Bodonitsa i de Centurió I.